# Tasmanentulus similis
Tasmanentulus similis är en urinsektsart som först beskrevs av Sören Ludvig Paul Tuxen 1967.  Tasmanentulus similis ingår i släktet Tasmanentulus och familjen lönntrevfotingar. Inga underarter finns listade i Catalogue of Life.